# Motive Studio
Motive Studio è un'azienda sviluppatrice di videogiochi canadese. Sussidiaria di Electronic Arts (EA), Motive Studio si è specializzata nello sviluppo di giochi di tipo avventura dinamica e di proprietà intellettuali.

## Storia
Motive Studio venne inaugurata nel 2015, come parte di Electronic Arts, da Jade Raymond, ex produttrice esecutiva e dirigente aziendale di Ubisoft. Nel 2017, si assistette all'ingresso nella Motive Studio della design director Kim Swift e alla fusione dell'azienda con la BioWare, anch'essa parte della EA. Nel 2018 venne inaugurata una filiale di Motive Studio a Vancouver. Nel 2018 Raymond abbandonò l'azienda. Nello stesso anno Patrick Klaus, un ex amministratore delegato della Ubisoft Quebec, divenne vicepresidente senior di EA e general manager della Motive Studio.
I primi due giochi sviluppati da Motive Studio sono entrambi tratti dalla saga di Guerre stellari e sono Star Wars: Battlefront II (2017) e Star Wars: Squadrons (2020). Nello stesso lasso di tempo, lo studio canadese aveva in cantiere un altro titolo, Gaia, che  era, a detta dei suoi sviluppatori, "molto ambizioso". Tuttavia, lo sviluppo del gioco venne interrotto a febbraio 2021.
Nel 2023 venne pubblicato Dead Space, al quale lavorò la Motive Studio.

## Videogiochi
- Star Wars: Battlefront II, 2017
- Star Wars: Squadrons, 2020
- Dead Space, 2023